# FC Dinamo de Stávropol
El FC Dinamo Stávropol (en ruso: «Динамо» Ставрополь) es un club de fútbol de la ciudad de Stávropol, al suroeste de Rusia. El equipo fue fundado en 1933, juega sus partidos como local en el Estadio Dinamo y disputa la Segunda División de Rusia.

## Historia
El logro más significativo del club se vio realizado en 1949, cuando obtuvieron el título de Campeón de Rusia. Desde 1957 al 2004 el Dynamo ha jugado en varias ligas de la URSS y de Rusia. Desde la temporada 1980-81 y 1985-91 el Dynamo jugó en la Primera Liga de la URSS. El mejor puesto que alcanzaron fue la cuarta posición en la temporada de 1989.
En 1992, el Dynamo comenzó a jugar en la Liga Premier de Rusia y finalizó la temporada en el 15° puesto. El Dynamo logró el 12° puesto en 1993, este fue su mejor resultado en el fútbol profesional. En 1994, acabó en 15° lugar y descendió a la Primera División de Rusia, donde militó desde 1995 a 1999. La mejor posición que alcanzó fue 5° en la temporada 1996.
A partir del año 2000 y hasta 2004, el Dynamo jugó en la zona sur de Segunda División de Rusia y logró el campeonato en 2004, por lo tanto ganó el ascenso a la Primera División. Además el Dynamo ganó La Copa de la Liga Profesional de fútbol, una competición entre los ganadores de cada zona.
En enero de 2005 se le negó al club su licencia profesional, debido a problemas financieros y se le envió al fútbol amateur. Desde el año 2006 a la fecha juega en la Segunda División de Rusia. Obtuvo el 2° lugar en la temporada 2007.